# Jan Kaczkowski
ThDr. Jan Kaczkowski (19. července 1977, Gdaňsk – 28. března 2016, Sopoty) byl polský římskokatolický duchovní, doktor teologie a bioetik, vloger, zakladatel a ředitel Hospicu sv. otce Pia v Pucku.

## Život
Narodil se v Gdyni, vyrůstal v Sopotech, kde také navštěvoval střední školu a v roce 1996 maturoval. Studoval filosofii a teologii v kněžském semináři v Gdaňsku. Roku 2002 získal titul magistra teologie a 15. června téhož roku přijal kněžské svěcení. V roce 2007 získal na základě práce Důstojnost umírajícího člověka a pomoc osobám v terminálním stádiu doktorát z teologie na Univerzitě kardinála Stafana Wyszyńského ve Varšavě. O rok později absolvoval postgraduální studium bioetiky na Papežské univerzitě Jana Pavla II. v Krakově.
V letech 2002-2007 působil jako farní vikář ve farnosti při kostele sv. Petra a Pavla v Pucku. Po roce 2007 zůstal působit v této farnosti jako výpomocný duchovní. Zároveň působil jako nemocniční a univerzitní kaplan. Roku 2010 se stal odborným asistentem pro bioetiku na Univerzitě Mikuláše Koperníka v Toruni. Vytvořil výukový program křesťanské bioetiky.
Roku 2004 se podílel na založení domácího hospice v Pucku. Od roku 2007 koordinoval výstavbu Hospice sv. otce Pia v Pucku a od roku 2009 byl jeho prvním ředitelem.
Od dětství se mu postupně zhoršoval zrak. V roce 2012 mu byl diagnostikován rakovinový nádor na ledvinách a glioblastom mozku. Původní prognóza byla několik měsíců života, nakonec však žil s touto diagnózou čtyři roky. Zemřel 28. března 2016 v Sopotech.

## Ocenění
Roku 2012 mu polský prezident Bronisław Komorowski udělil Řád znovuzrozeného Polska. Obdržel rovněž čestné občanství města Puck a v roce 2016 získal čestné uznání Pomořanského vojvodství. Papežská rada pro pastoraci zdravotníků jej vyznamenala medailí Curate Infirmos. Byl nositelem řady dalších vyznamenání.